# Kvills bruk
Kvills bruk, före 1917 Qvills bruk, var ett handpappersbruk i Ökna socken, i anslutning till Kvillsfors vid Emån och en av forsarna i Turefors. Bruket grundades 1780 efter att bonden Anders Clarin i december 1779 fick tillstånd att bygga ett pappersbruk på sitt hemman Kvill. Det kom igång två år senare och omkring 1790 tillverkade man 500 ris skrivpapper och 1 000 ris enklare papper.
Pappersbruket hade olika ägare och produktionen varierade år från år. Tillverkningen av skrivpapper lades ned år 1862 och bruket koncentrerade sig på grövre kvaliteter och papp.
År 1902 byggdes bruket ut och 1917 bildades Kvills bruk aktiebolag, vilket ägdes av konsul Thorsten Brunius, parallellt med Nyboholms Bruk AB.  
Produktionen uppgick då till omkring 100 ton per år.
År 1930 lades papperstillverkningen ned i Kvill och flyttades till Nybyholm där den fortsatte parallellt med maskinpappersbruket till 1949 under det gamla varumärket  Qvills bruk.
1936 togs ägandet över av sonen Gomer T. Brunius som började förändra verksamhetsinriktningen vilket fullföljdes av hans son Carl Gomer Brunius som på 1970-talet förvandlade Kvills Bruk till en renodlad jord- och skogsbruksverksamhet.